# 국군홍천병원
국군홍천병원은 강원특별자치도 홍천군 두촌면에 있는 국군의무사령부 소속으로 1994년에 설치된 병원이다. 본래 국군철정병원이었으나, 2010년 4월 1일에 현재 명칭으로 개정되었다.

## 연혁
- 1994년 국군철정병원 설치
- 2010년 국군홍천병원으로 변경

## 진료 과목
내과, 정신건강의학과, 외과, 정형외과, 신경외과, 마취통증의학과, 산부인과, 안과, 이비인후과, 피부과, 영상의학과, 응급의학과, 구강악안면외과, 치과보철과, 치주과, 치과보존과

## 논란
2012년에 국군홍천병원의 물부족문제와 입원환자의 과반수가 인제권역의 환자여서 이전을 검토하고 있다. 그러나 홍천군은 이전을 반대하고 있으며, 2013년에 상수도를 공급하기 위해 노력하겠다고도 밝혔다.

## 같이 보기
- 병원